# Musée de l'Armée

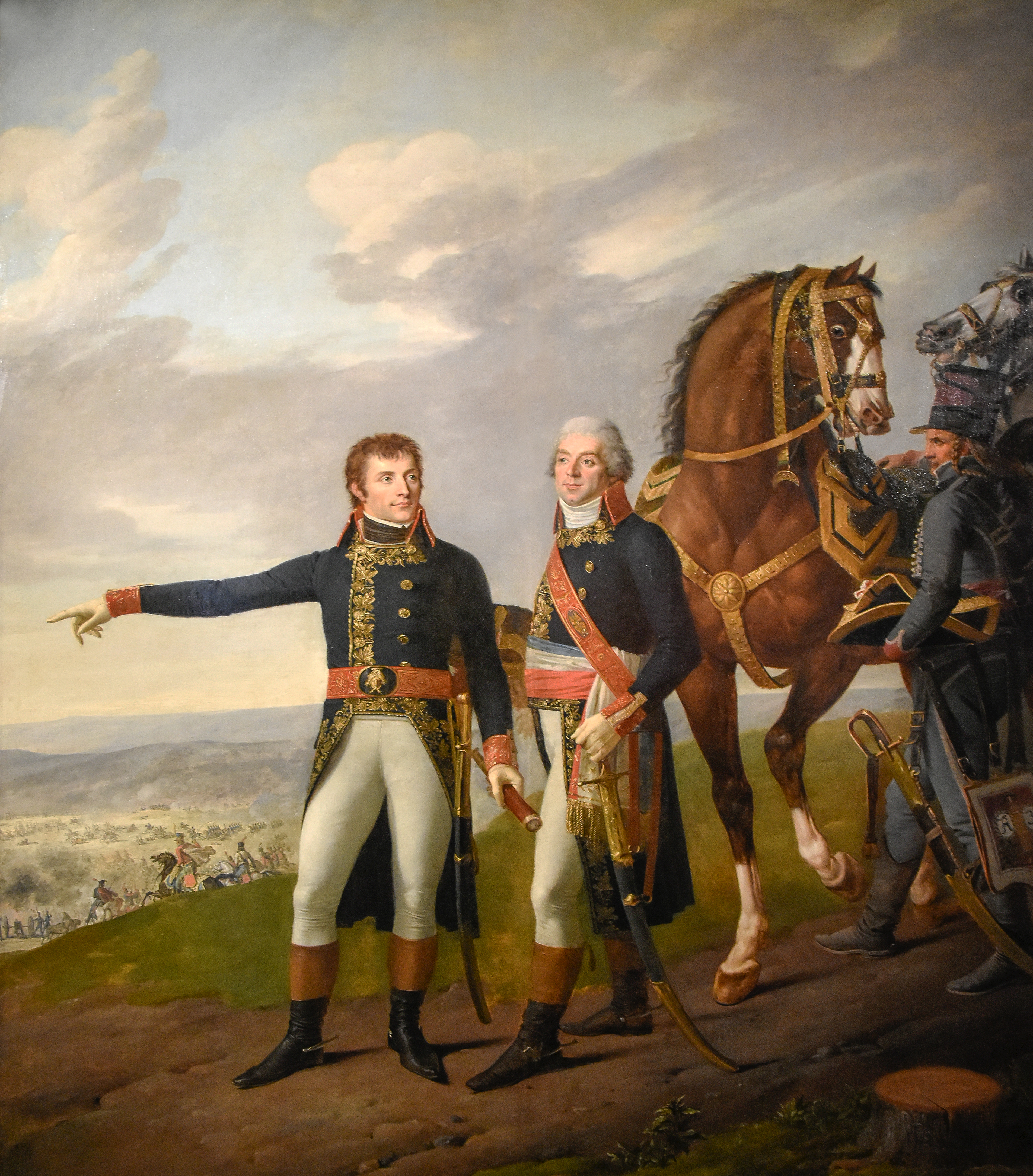
Generaal Bonaparte en stafchef Berthier tijdens de slag bij Marengo 14 juni 1800 van Joseph Boze, Robert Lefèvre en Carle Vernet, Musée de l'Armée

Het Musée de l'Armée (Nederlands: Legermuseum) is een museum van de Franse militaire geschiedenis. Het bevindt zich in het Hôtel des Invalides in Parijs.
Het bevat een grote collectie wapens en herinneringen aan de oorlogen die Frankrijk gevoerd heeft. Onder meer in:
Vaubzaal
Deze zaal biedt een panorama van de Franse bereden troepen van 1803 tot 1939 en een overzicht de reglementaire troepenwagens (blanke wapens en vuurwapens) in gebruik in het Franse leger vanaf 1680 tot op heden.
Monarchiezalen
Deze zalen tonen de ontwikkeling van de legers vanaf de Dertigjarige Oorlog tot het einde van de regering van Lodewijk XVI. Behalve de specifieke wapens van het Huis des Konings en enkele persoonlijke voorwerpen van de koning, zijn hier de wapens en uitrustingen van de Franse legers tentoongesteld. De bezoeker kan hier de ontwikkeling volgen van het uniform in de koninklijke legers vanaf het eind van de 17e eeuw.
Revolutie- en Empirezalen
De jaren 1789-1815 komen in een twintigtal zalen aan bod. Er wordt met name aandacht besteed aan de Italiaanse en Egyptische veldtochten (waarbij de toekomstige rol van Bonaparte gestalte krijgt, aan de persoonlijke voorwerpen van de keizer (steek en geklede jas) en aan de nagebouwde veldtent in de Boulognezaal. Vervolgens ziet men herinneringen aan l'Aiglon, de keizerlijke Maarschalken en de Keizerlijke Garde. De in het centrum van de Restauratiezaal nagebouwde Longwood-sterfkamer besluit de napoleontische periode.
Bugeaudzaal
Hier wordt aandacht besteed aan de Vaderlandse en Afrikaanse legers tijdens de Juli-monarchie.
Chanzy- en Pelissierzalen
Deze zijn gewijd aan het Second Empire. Te zien zijn de Krimoorlog, de Italiaanse veldtocht, de Chinese en Mexicaanse expedities en de Frans-Pruisische oorlog van 1870-1871.

## Tweede Wereldoorlog
Deze nieuwe zalen, opengesteld in het jaar 2000, presenteren het conflict van de Tweede Wereldoorlog in zijn nationale en internationale dimensies.
De bezoeker krijgt inzicht in het verloop van de oorlog in Frankrijk, vanaf 1940 tot de Bevrijding van 1944 met de Vichy-regering, het Verzet, het herstel van het Franse leger met de Italiaanse veldtocht en de landingen in Normandië en de Provence. De bevelhebbers Leclerc, Koenig, Juin en de Lattre de Tassigny worden belicht en de dominerende persoonlijkheid van generaal De Gaulle krijgt alle aandacht. De oorlog wordt getoond met de oorlogshandelingen in Afrika, Rusland en Azië. Van 1945 worden de deportatie, de val van Duitsland en de capitulatie van Japan getoond.
Deze tentoonstelling bevat een grote verzameling aan wapentuig en uniformen en is sinds 2013 een interactieve tentoonstelling

## Renovatie van het legermuseum 2003-2008
Eerste deel van de werkzaamheden: september 2003-juni 2005, sluiting van de westvleugel (wapenrustingen, oude wapens, Eerste Wereldoorlog).
Tweede deel van de werkzaamheden: september 2005 - juni 2007, sluiting van de oostvleugel (Napoleon-herinneringen).
Derde deel van de werkzaamheden: 2007-2008, inrichting van de themazalen (artillerie, emblemen, enz.).
Koning Louis-Philippe van Frankrijk zorgde er in 1840 voor dat het stoffelijk overschot van Napoleon naar Parijs terugkeerde. Op 15 december werd er een staatsbegrafenis gehouden voor de overleden keizer, waarna Napoleon zijn laatste rustplaats in de kelder onder de gouden koepel vond.

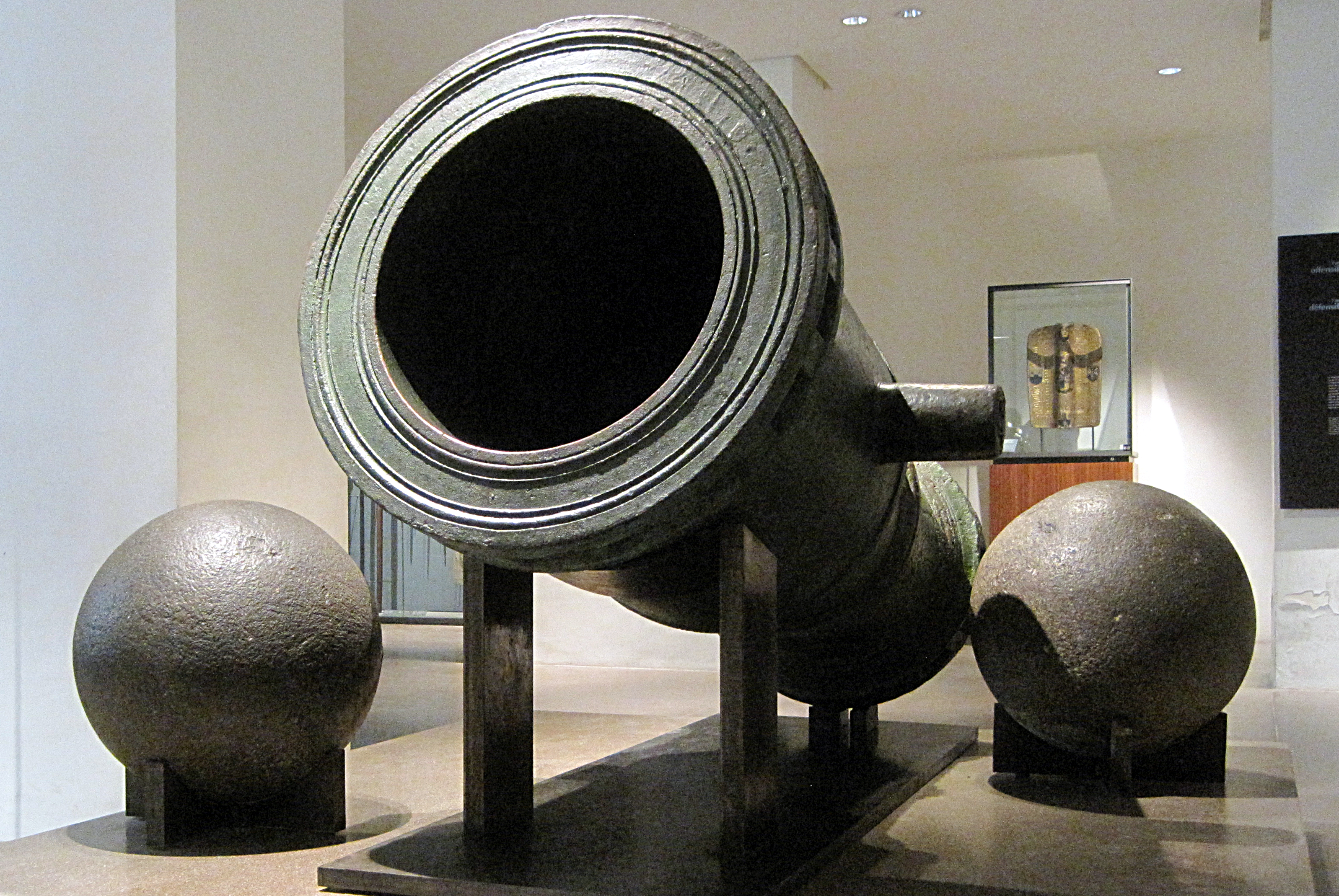
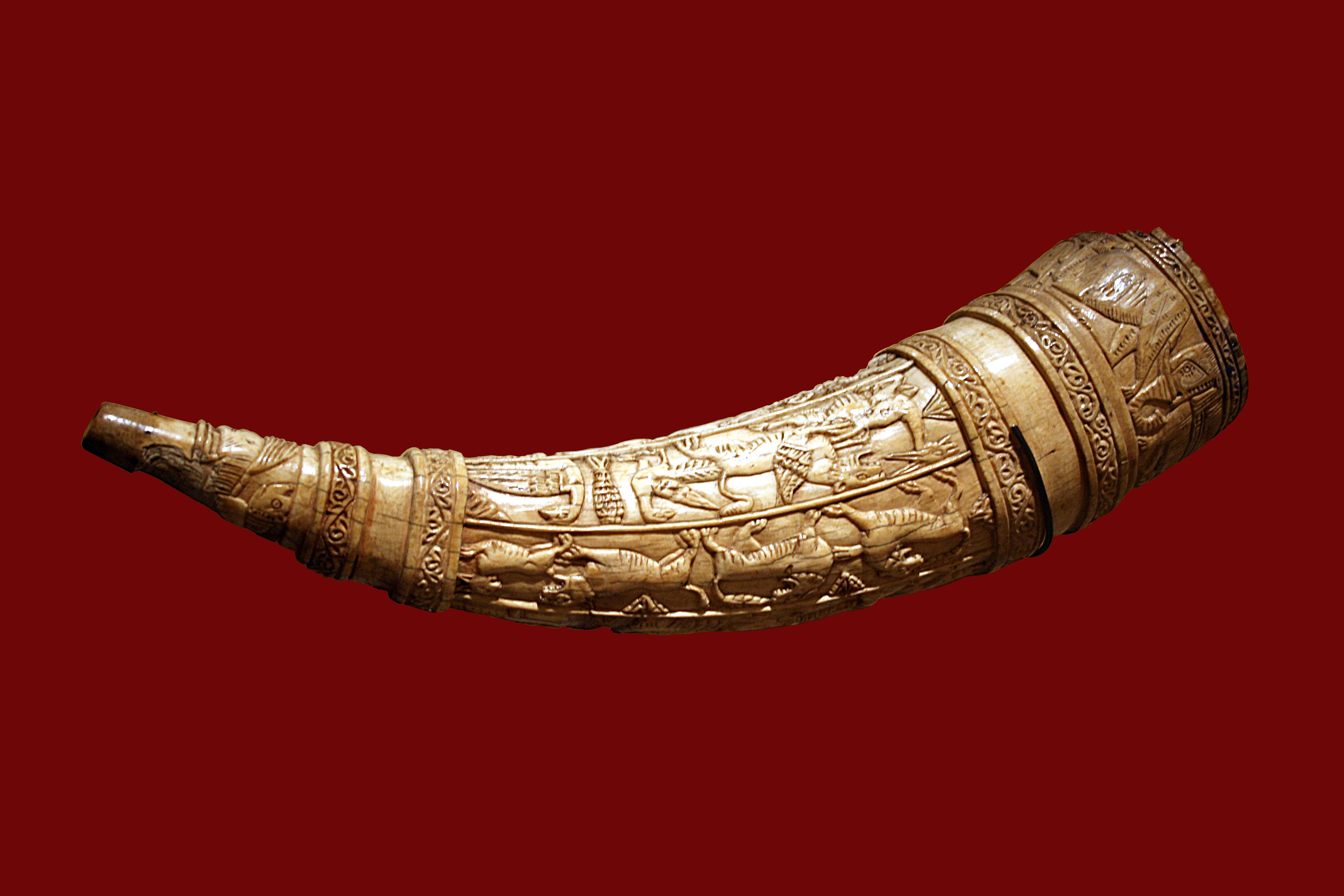
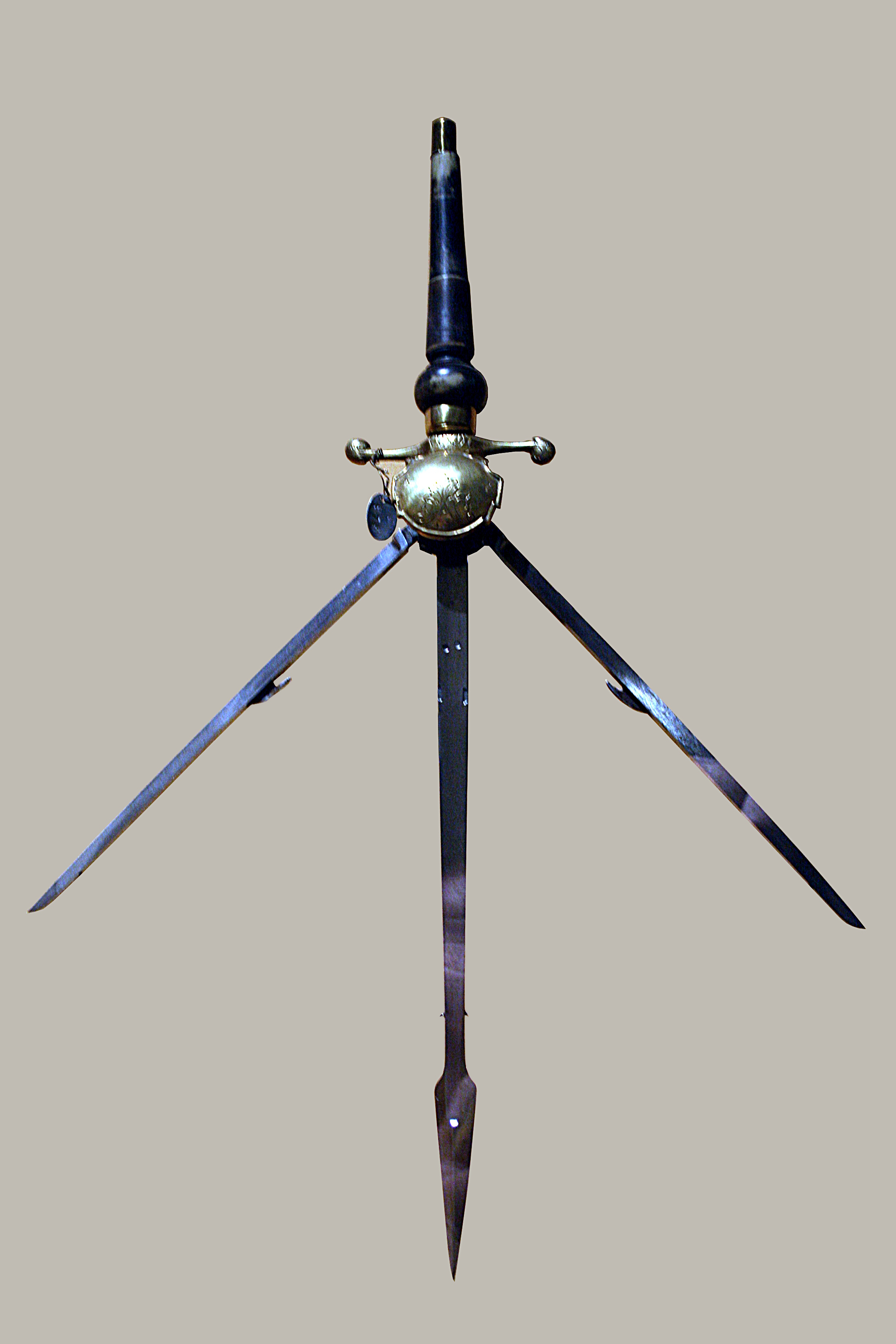
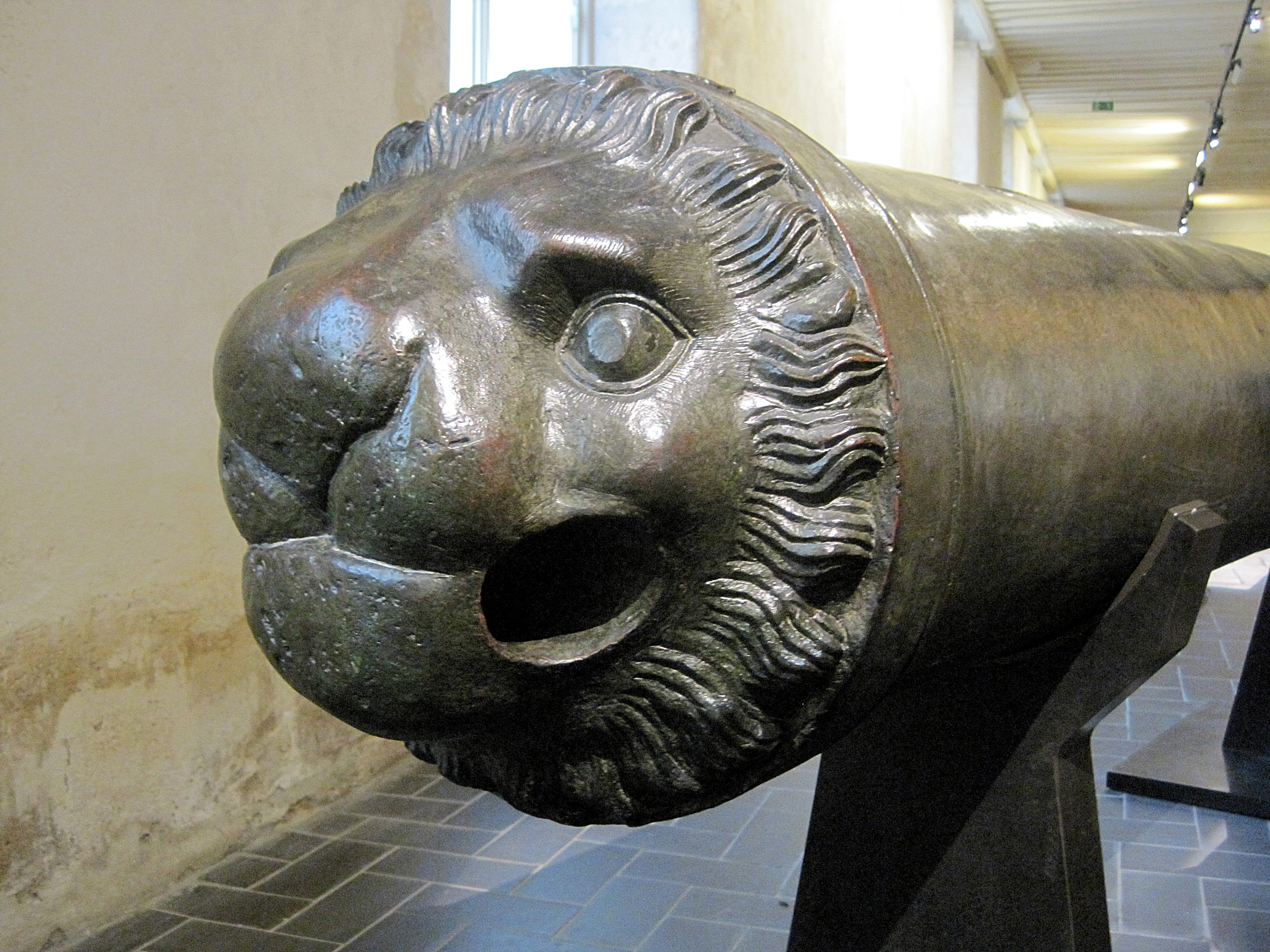
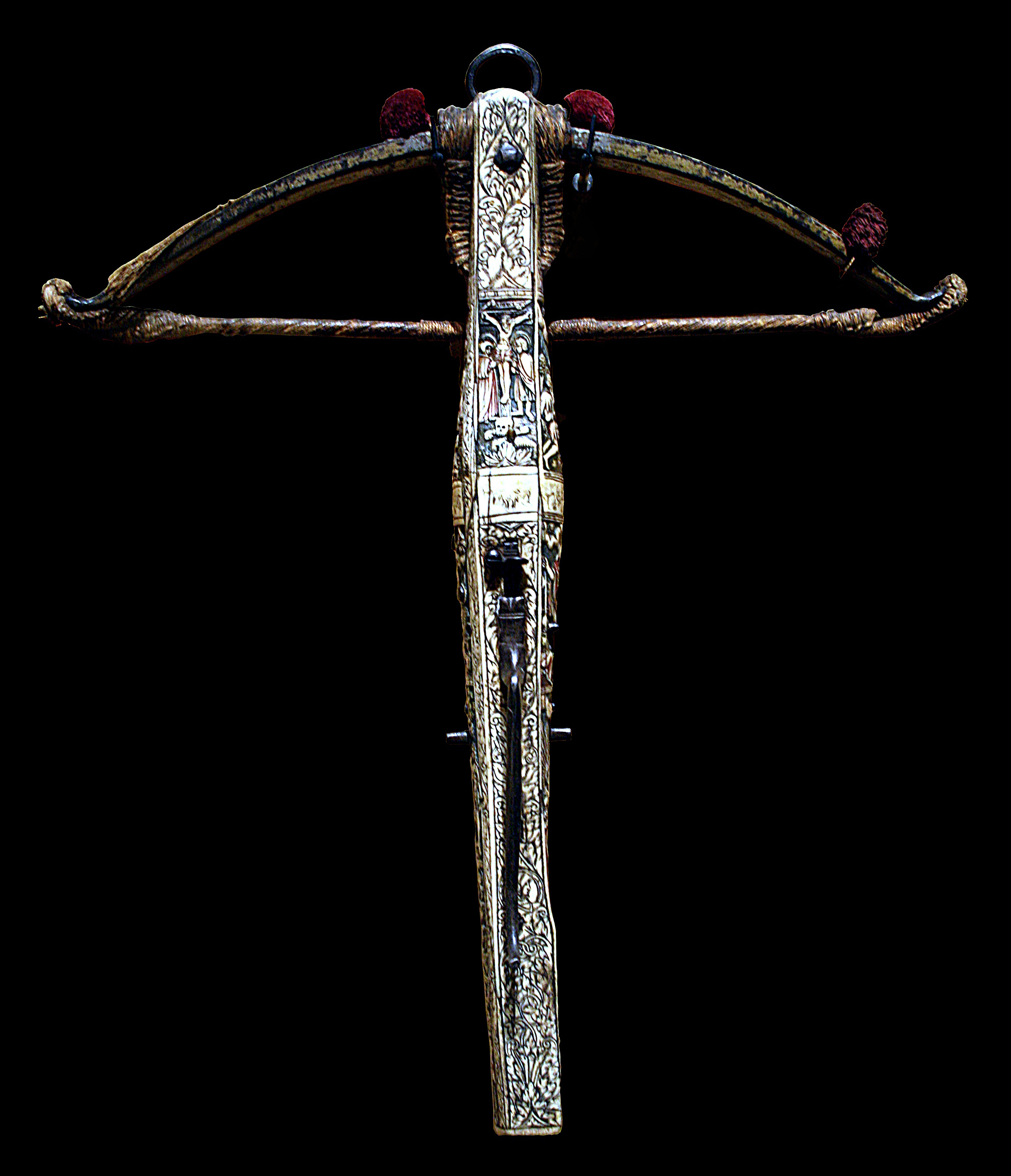
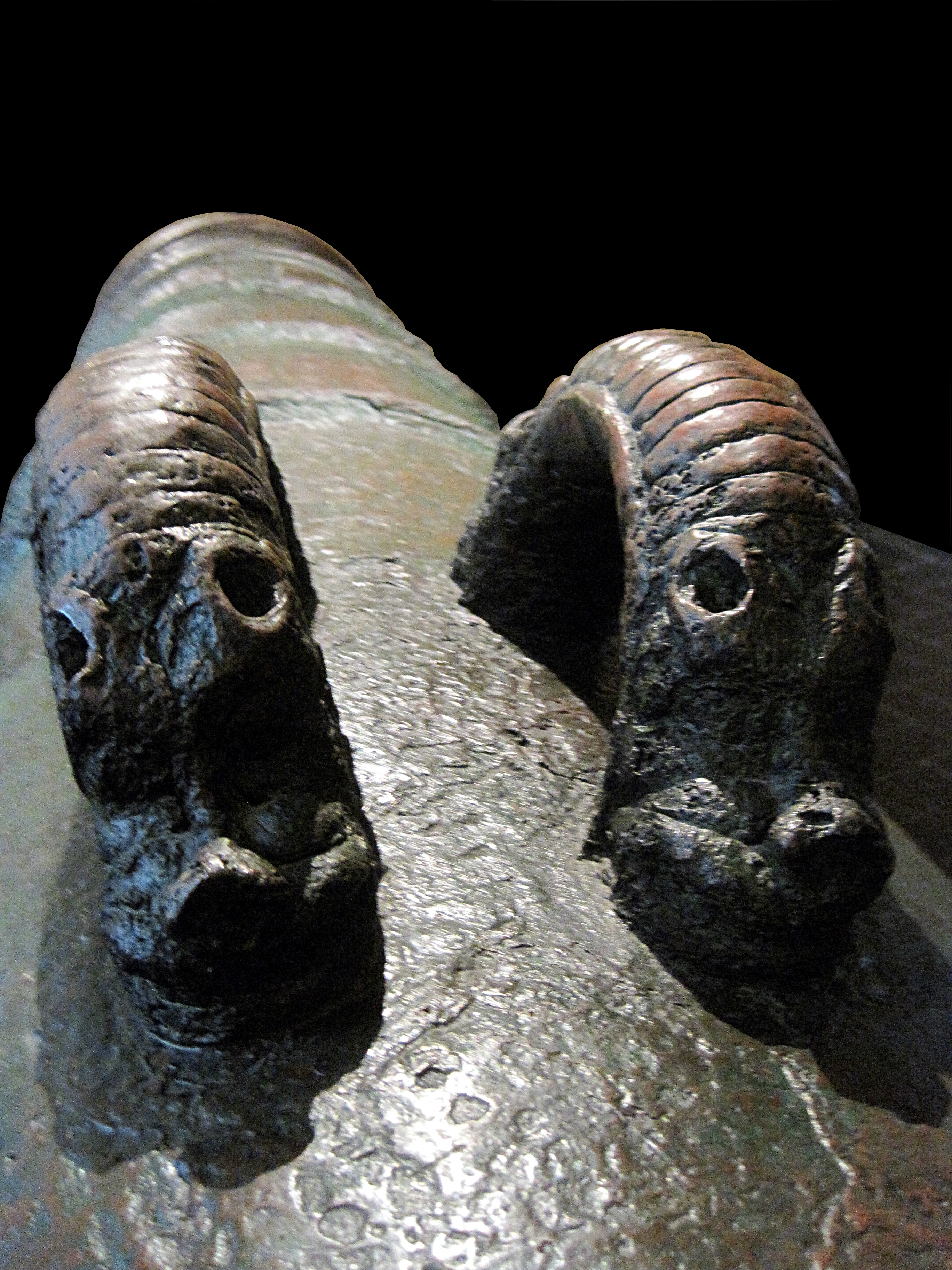
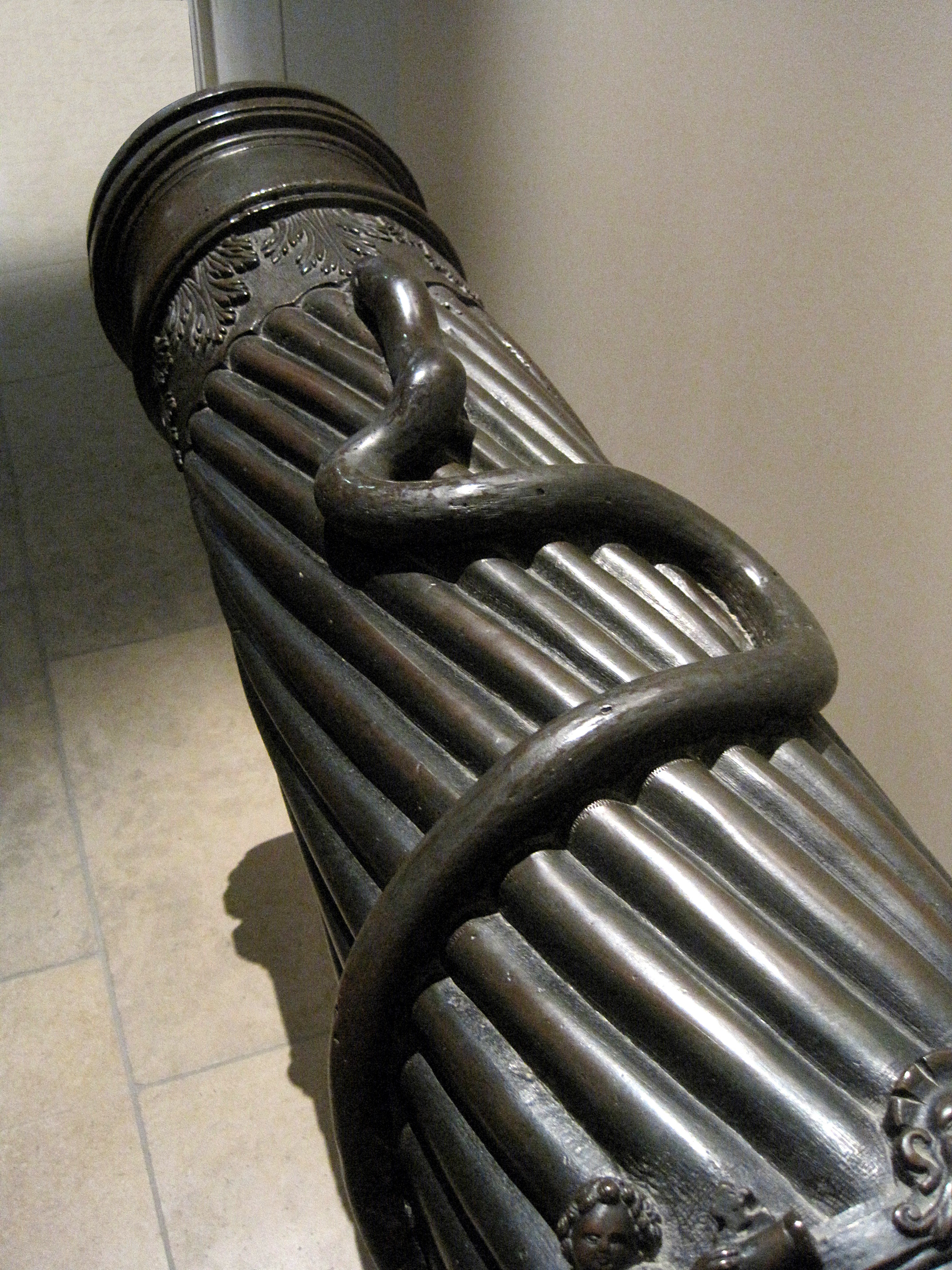
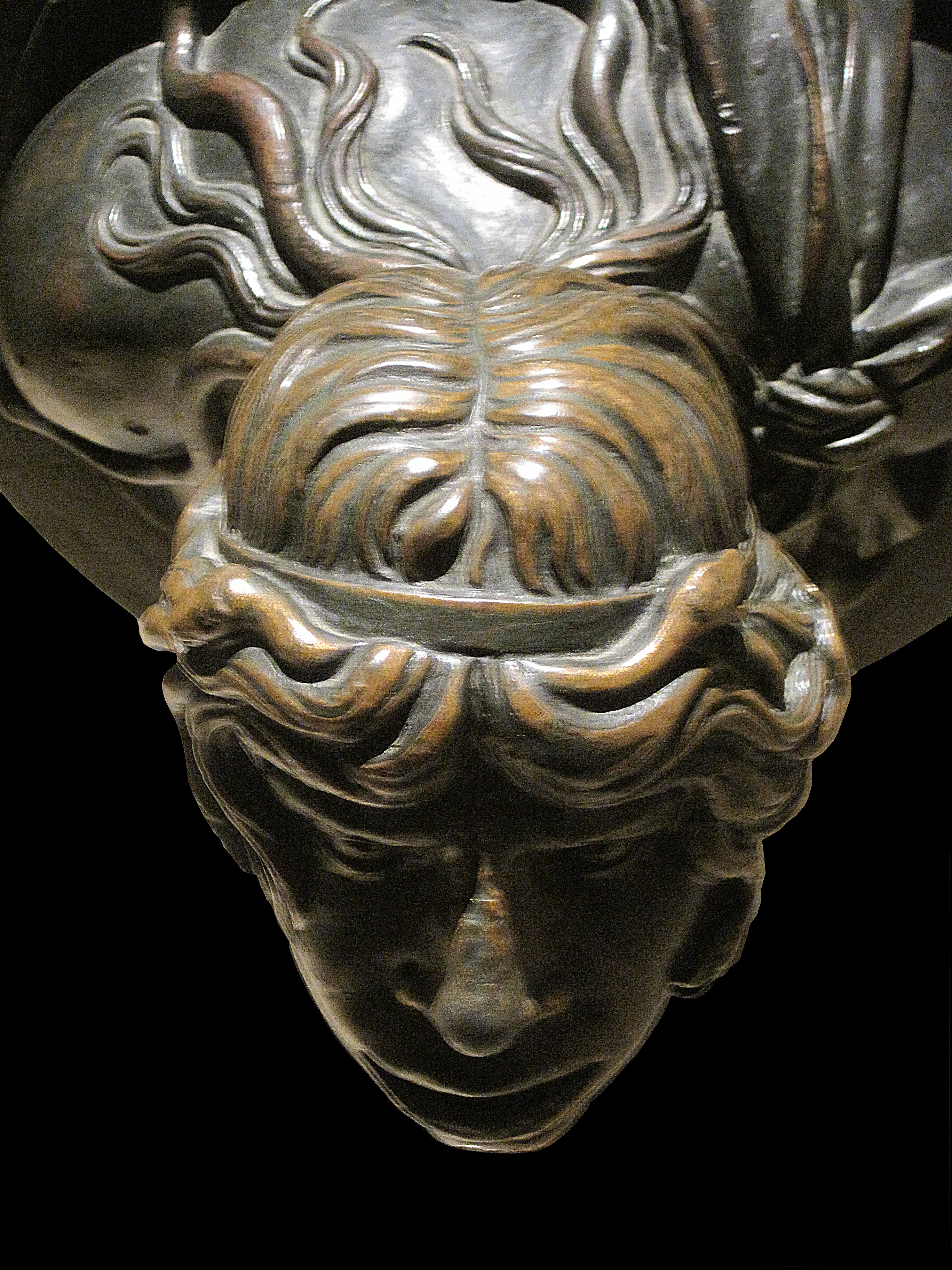
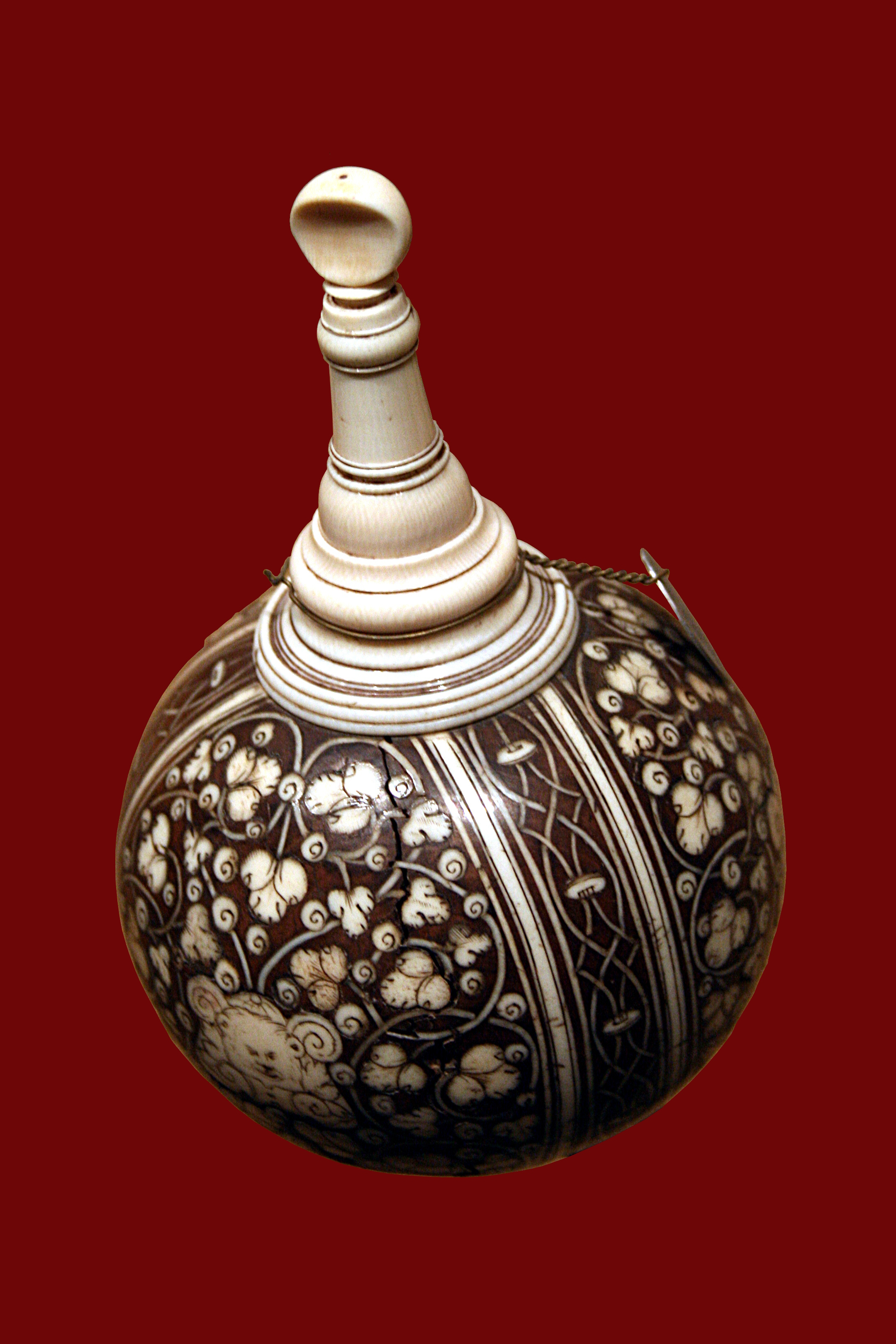
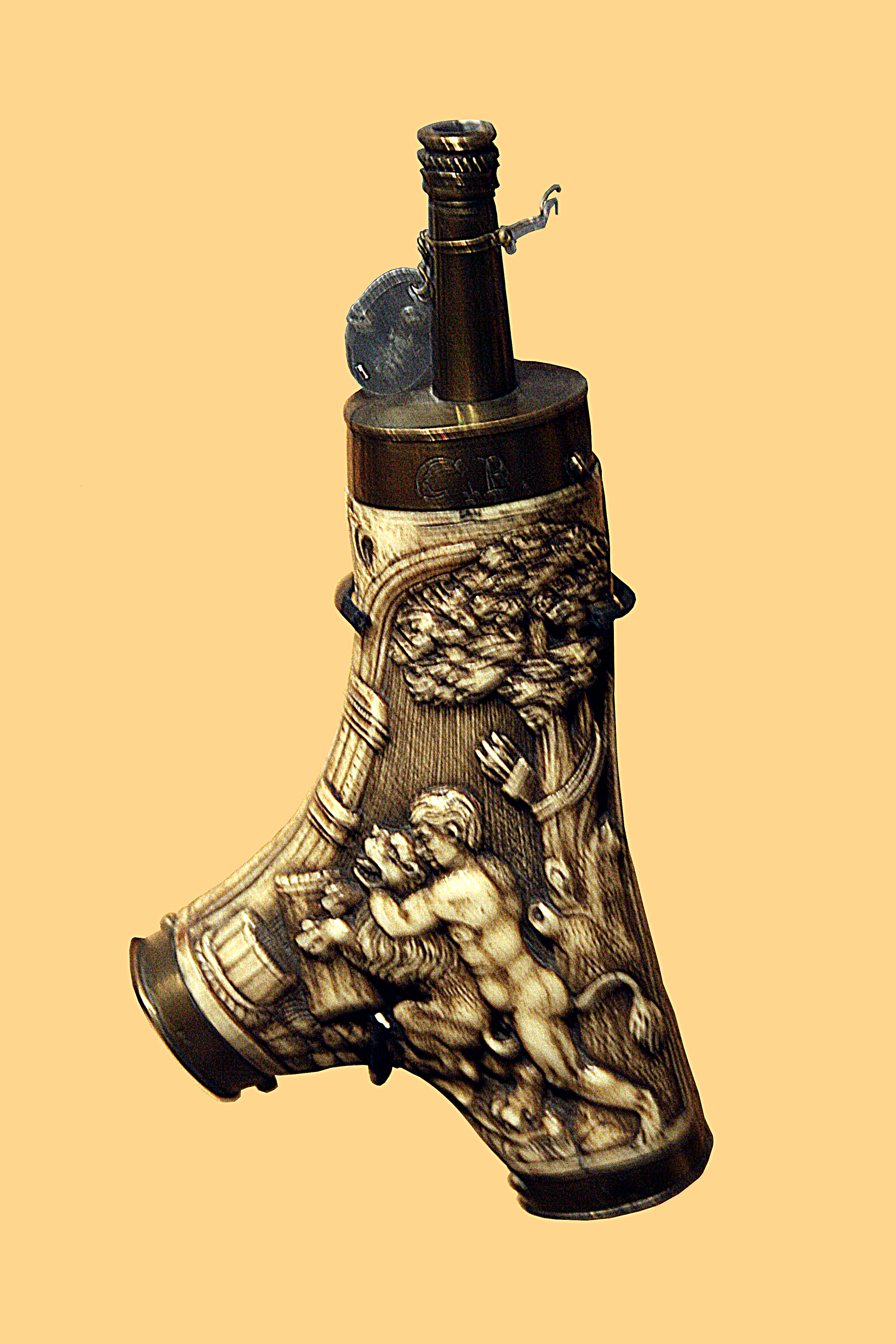
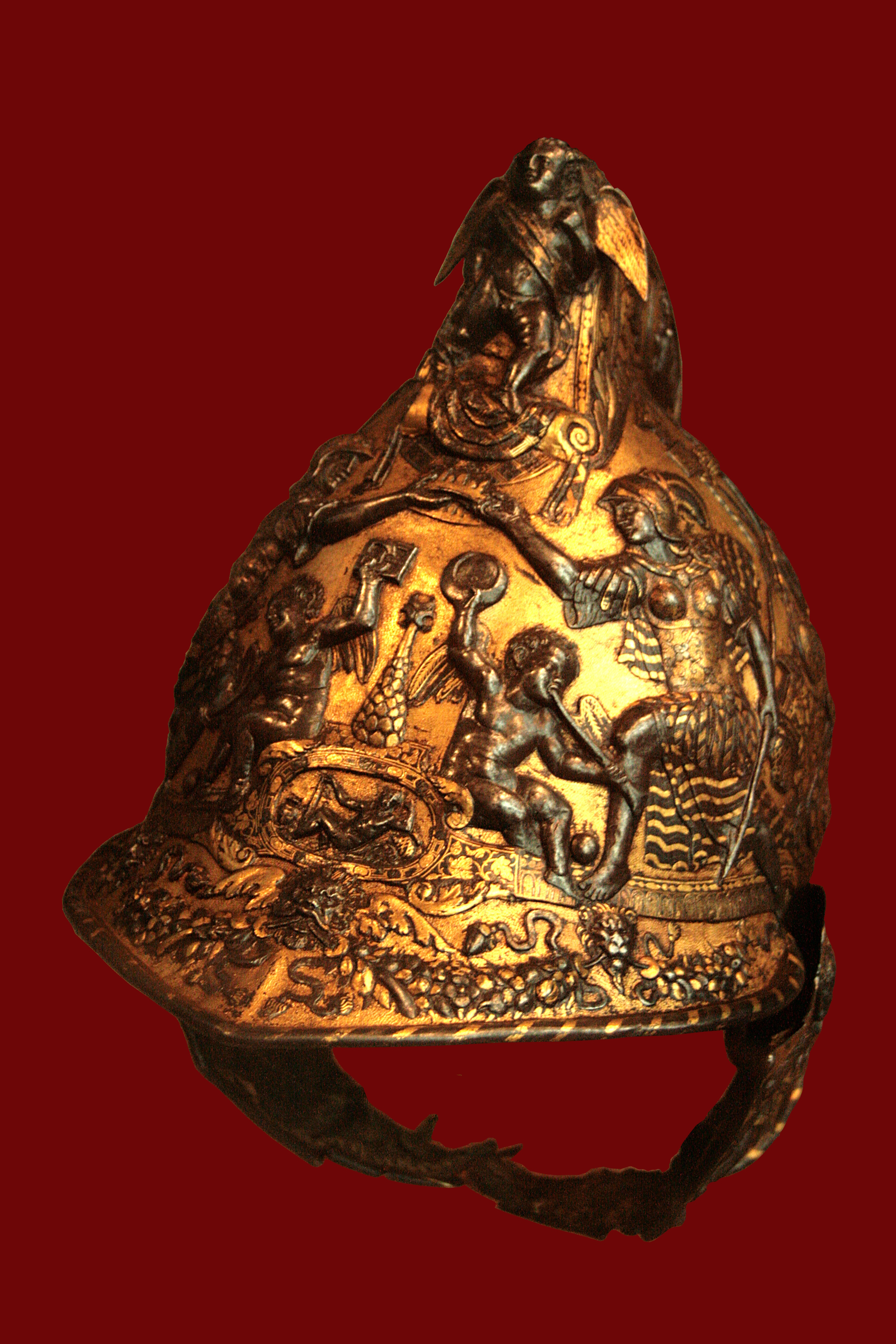
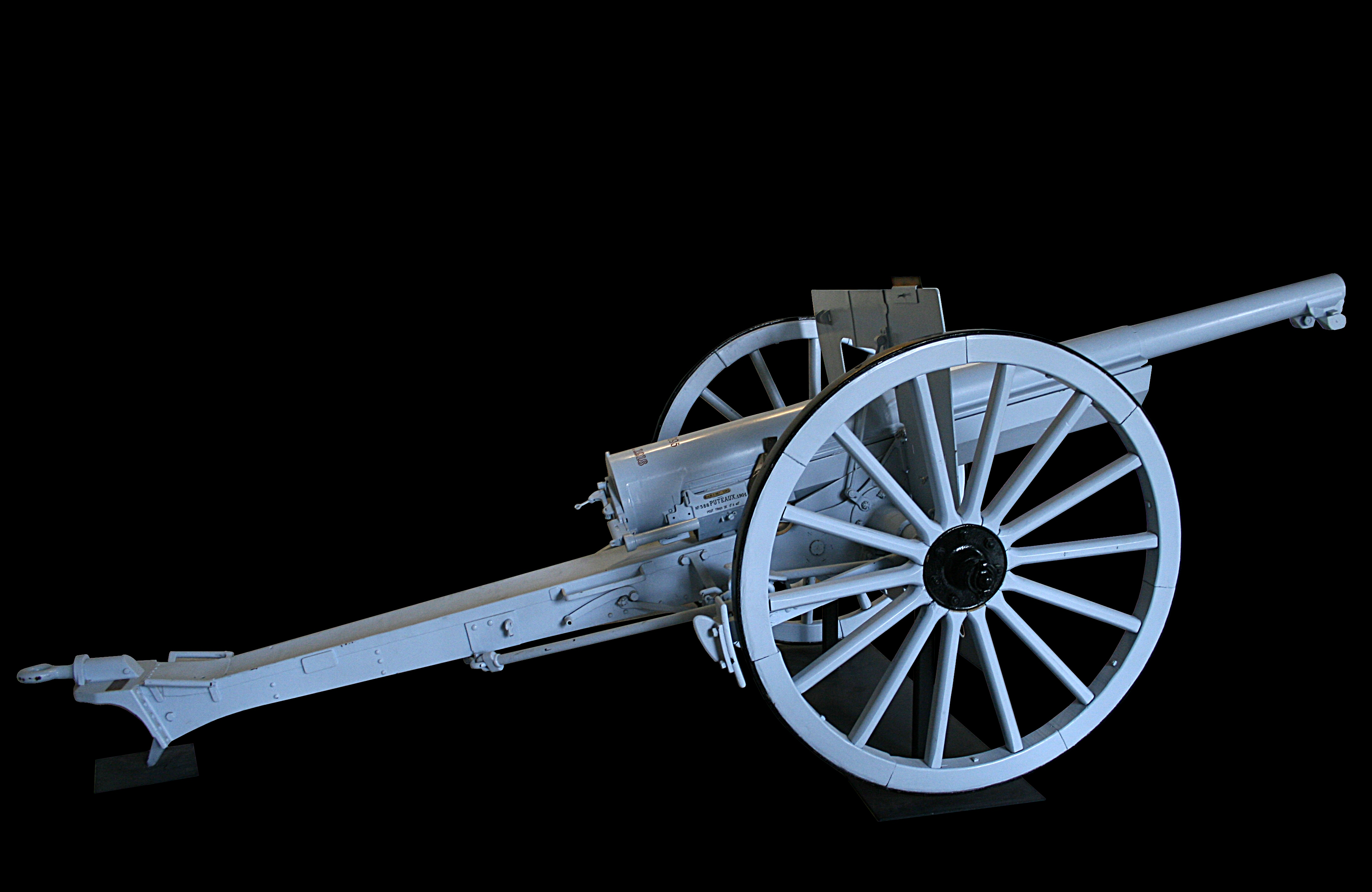
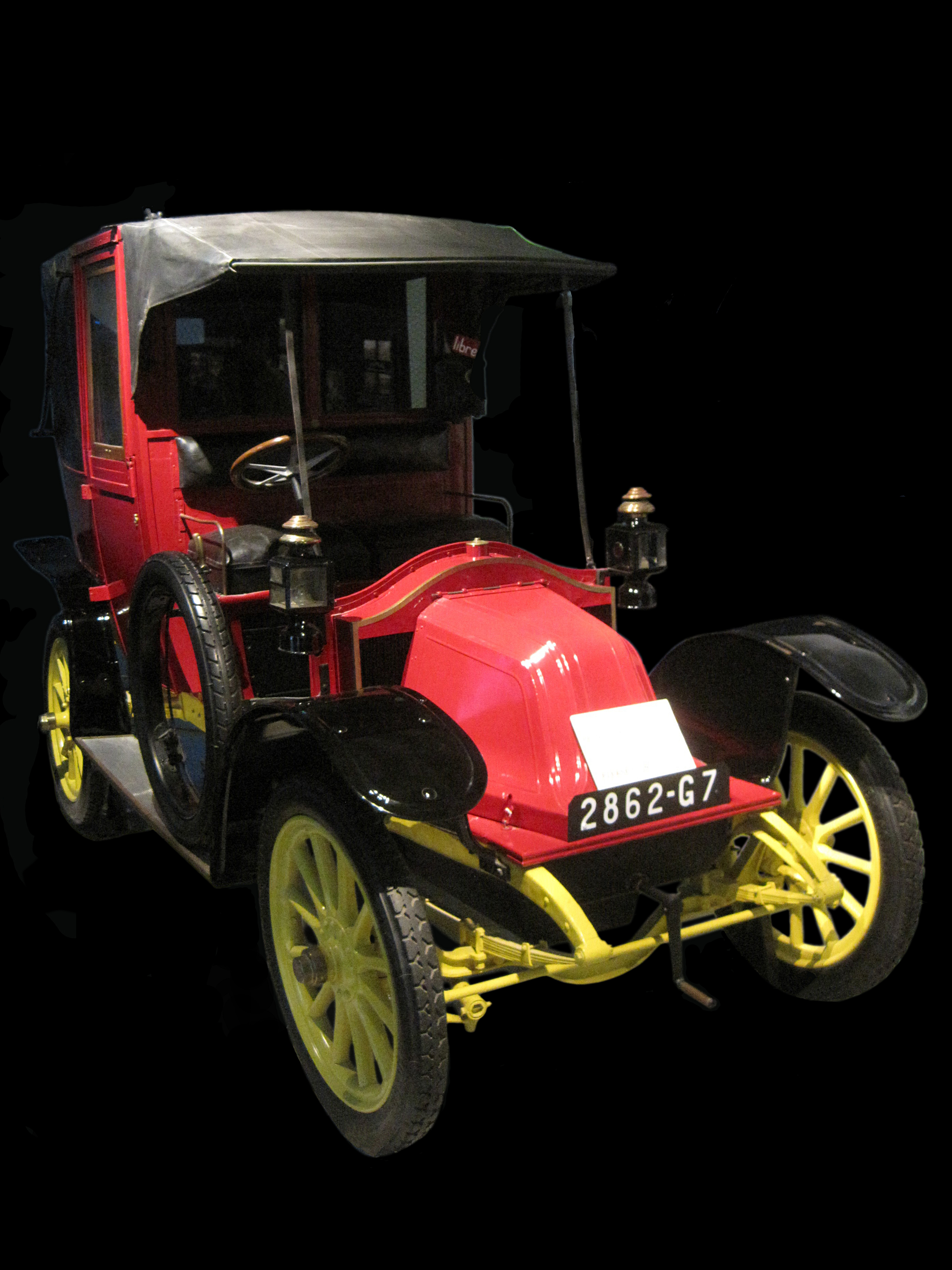
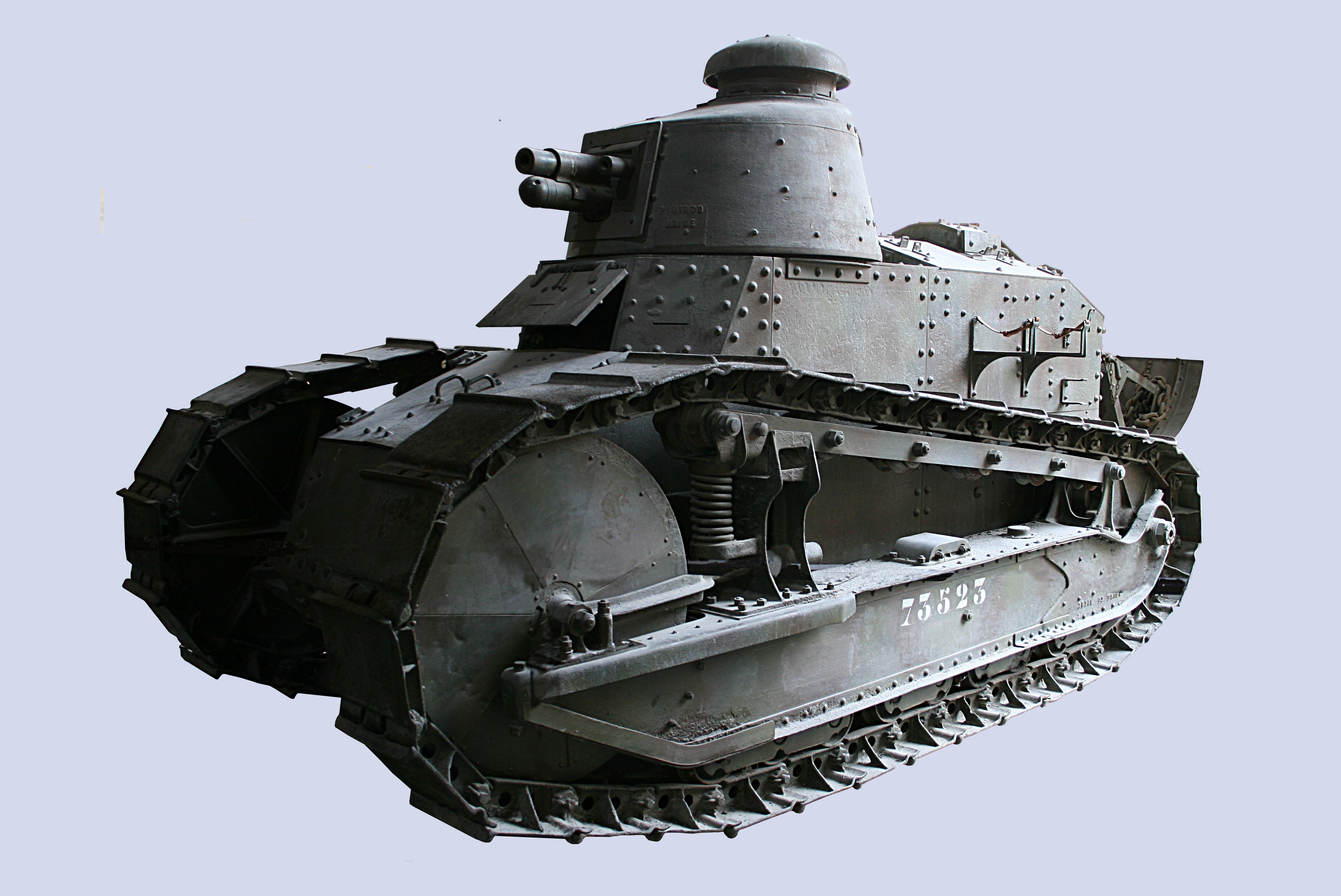
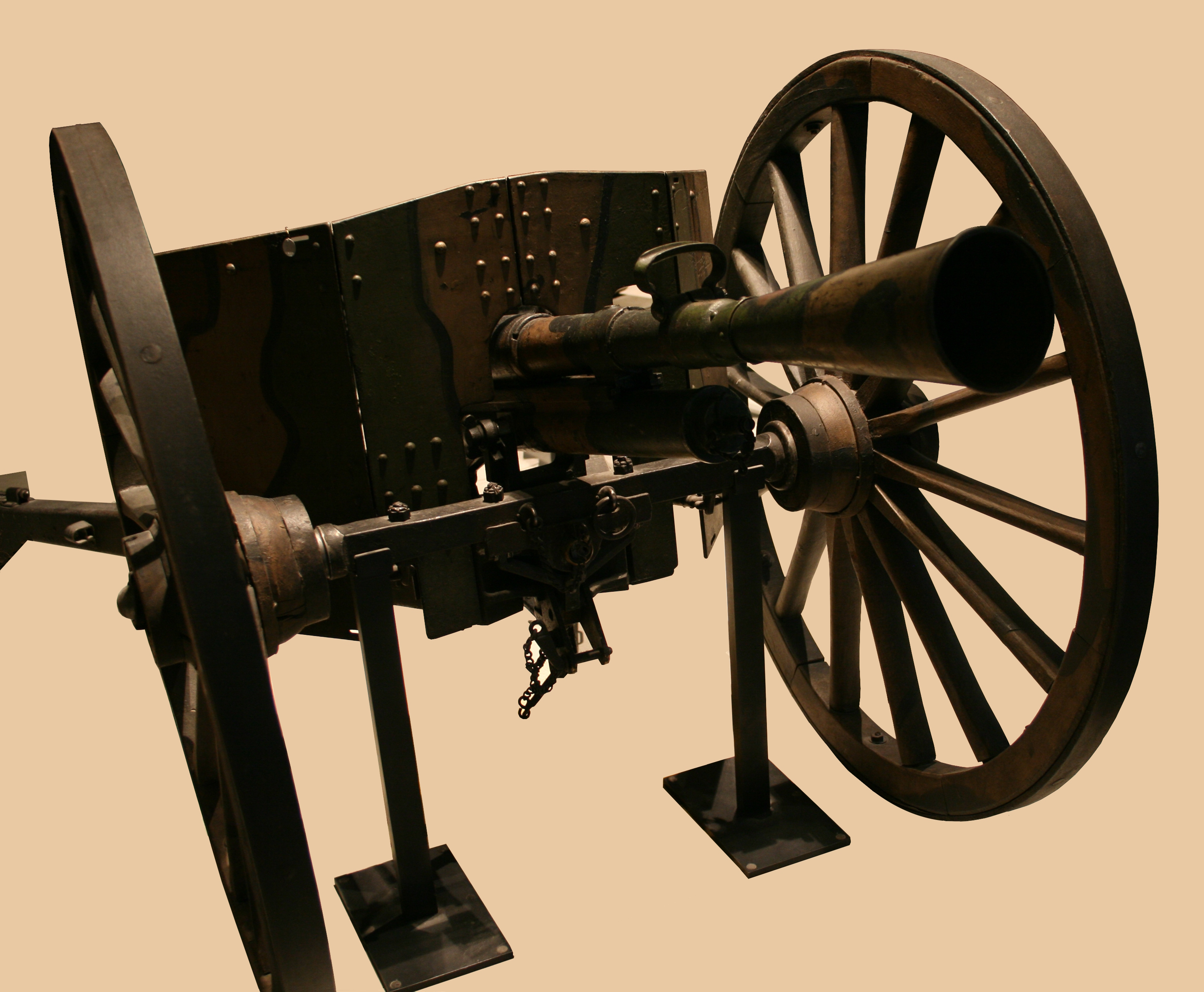